# Tiberij III.
Tiberij III. (srednjeveško grško Τιβέριος, latinizirano: Tibérios), rojen kot Apsimar (latinsko Apsimarus, srednjeveško grško Ἀψίμαρος, latinizirano: Apsímaros), je bil od leta 698 do 705 cesar Bizantinskega cesarstva, * ni znano, † avgust 705 – 15. februar 706.
O njegovem zgodnjem življenju je malo znanega, razen da je bil drungarij, vojaški poveljnik srednje stopnje, ki je služil v Kibireotski temi. Leta 696 je poveljeval delu vojske, ki jo je bizantinski cesar Leoncij poslal, da ponovno zavzame severnoafriško mesto Kartagino, ki so ga zavzeli arabski Omajadi. Po zavzetju mesta ga je okrepljena omajadska vojska prisilila na umik na Kreto. Ker so se poraženi bizantinski častniki bali cesarjevega maščevanja, so ubili svojega poveljnika Ivana Patricija in Tiberija razglasili za cesarja. Tiberij je hitro zbral floto in odplul proti Konstantinoplu, kjer je odstavil cesarja Leoncija. Kot cesar ni poskušal ponovno zavzeti bizantinske Afrike, ampak se je z Omajadi nekaj časa uspešno vojskoval na svoji vzhodni meji. Leta 705 je bivši cesar Justinijan II., ki ga je odstavil Leoncij, povedel vojsko Slovanov in Bolgarov iz Prvega bolgarskega cesarstva v Konstantinopel, na skrivaj vstopil v mesto in odstavil Tiberija III. Tiberij je pobegnil v Bitinijo, vendar so ga nekaj mesecev kasneje ujeli in mu nekje med avgustom 705 in februarjem 706 odsekal glavo. Njegovo truplo so vrgli v morje, a so ga pozneje našli in pokopali v cerkvi na otoku Prote. 

## Zgodovina

### Zgodnje življenje
O Tiberiju pred vladavino bizantinskega cesarja Leoncija (vladal 695–698) so znane le redke podrobnosti. Nekateri znanstveniki domnevajo, da je bil gotsko-grškega porekla.  Za njegovo rojstno ime Apsimar velja, da je germanskega izvora, čeprav nekateri zgodovinarji domnevajo, da je bilo morda slovanskega, ali celo turškega izvora. Znano je tudi, da je bil drungarij, poveljnik približno tisoč mož, v Kibireotski temi v južni Anatoliji. Med svojo zgodnjo vojaško kariero je zmagal nad Slovani na Balkanu, kar mu je prineslo nekaj  priljubljenosti.

### Ozadje
Leta 696 je Omajadski kalifat ponovno napadel Afriški eksarhat Bizantinskega cesarstva in leta 697 zasedel prestolnico Kartagino. Bizantinski cesar Leoncij je tja poslal Ivana Patricija z vojsko, da ponovno zavzame mesto, kar je Ivanu z nepričakovanim napadom na pristanišče tudi uspelo. Po tem začetnemu uspehu so mesto hitro ponovno zavzele okrepljene omajadske sile in prisilile Ivana Patricija na beg na Kreto. Na Kreti se je skupina častnikov zbala Leoncijeve jeze in maščevanja za poraz, ubila Ivana Patricija in Apsimarja razglasila za cesarja. Apsimar je prevzel vladarsko ime Tiberij. V tem obdobju je bilo izbiranje vladarskega imena precej pogosto, kasneje pa je postalo nepriljubljeno. Tiberij III. je zbral floto in se pred odhodom v Konstantinopel povezal s hipodromsko stranko Zelenih. V Konstantinoplu je takrat izbruhnila epidemija bubonske kuge. Tiberiju je po nekaj mesecih obleganja s pomočjo Zelenih uspelo osvojiti mesto in odstavil Leoncija, kar njegovim vojakom ni preprečilo plenjenja mesta. Leonciju so odrezali nos in ga poslal v samostan Psamation v Konstantinoplu. Mihael Sirijec, kronist iz 12. stoletja, ki se je sam skliceval na neimenovani primarni sirski vir iz 8. stoletja, je zapisal, da je Tiberij svoj državni udar utemeljil z Leoncijevim strmoglavljenjem cesarja Justinijana II. (vladal 685–695 in 705–711)  in še slabšim upravljanjem cesarstva kot  pod Justinijanom II. Pred Tiberijem ni prestola prevzel noben mornariški častnik, deloma zato, ker so Bizantinci imeli kopensko  vojsko za veliko bolj prestižno od mornarice.

### Vladanje
Tiberija je kronal carigrajski patriarh Kalinik I. kmalu po prevzemu oblasti v Konstantinoplu in Leoncijevi odstavitvi. Ko je bil na oblasti ni poskušal ponovno zavzeti bizantinske Afrike,  temveč je svojo pozornost osredotočil na vzhodno mejo svojega imperija. Svojega brata Heraklija je imenoval za patricija (prestižen dvorni naziv) in monostratega (general) anatolskih tem. Heraklij je pozno jeseni leta 698 napadel Omajadski kalifat. Čez prelaze v Taurusu je vdrl v Kilikijo in od tam v severno Sirijo. Premagal je arabsko vojsko, poslano iz Antiohije, prodrl vse do Samosate in se nato spomladi leta 699 umaknil na varno na bizantinsko ozemlje.
Heraklijevi vojaški uspehi so sprožili vrsto arabskih povračilnih napadov. Omajadska generala Mohamed ibn Marvan in Abdalah ibn Abd al-Malik sta v nizu pohodov osvojila še nekaj bizantinskega ozemlja v Armeniji, na kar se Heraklij ni mogel učinkovito odzvati.  Armenci so leta 702 sprožili velik upor proti Omajadom in zahtevali bizantinsko pomoč. Abd al-Malik je leta 704 sprožil kampanjo za ponovno osvojitev Armenije, vendar ga je v Kilikiji napadel Heraklij in pri Siziju premagal arabsko vojsko 10.000–12.000 mož pod poveljstvom Jazida ibn Hunajna. Večino vojakov je pobil, preživele pa zasužnjil, a kljub temu ni mogel preprečiti, da bi al-Malik osvojil Armenijo.
Tiberij je poskušal okrepiti bizantinsko obrambo z reorganizacijo vojske in Kibireotske teme in popravilom obmorskega obzidja Konstantinopla. Svojo pozornost usmeril tudi na otok Ciper, ki je bil premalo poseljen, saj so se številni prebivalci pod Justinijanom II. preselili v Kizik. Leta 698 se je uspešno pogajal z Abd al-Malikom in dosegel, da so se Ciprčani, ki so se preselili v Kizik, in tisti, ki so jih Arabci ujeli in odpeljali v Sirijo, lahko vrnili domov. Obrambo Cipra je okrepil z mardaitskimi četami s Taurusa. Na morju je poskušal zadržati Arabce z ustanavljanjem novih vojaških tem, med njimi Sardinije, in ločitvijo Sicilske teme od Ravenskega eksarhata.  Bodočega cesarja Filipika, sina patrikija Nikiforja, je izgnal na otok Kefalonija.
Leta 702 je Justinijan II. pobegnil iz Hersonske teme (sedanji polotok Krim) in pridobil podporo hazarskega kagana Ibuzirja (vl. 688/690–730). Leta 703 so poročila, da Justinijan poskuša ponovno priti na bizantinski prestol, prišla do Tiberija. Cesar je k Hazarjem poslal delegacijo z zahtevo, da mrtvega ali živega Justinijana izročijo Bizantincem. Justinijan se je izognil ujetju in zaprosil za podporo kana Prvega bolgarskega cesarstva Tervela (vladal 700–721). Leta 705 je Justinijan povedel vojsko Slovanov in Bolgarov v Konstantinopel in ga tri dni oblegal, potem pa se je z majhno skupino vojakov po tajnem prehodu prebil v mesto in ga nato hitro zavzel. Tiberij je pobegnil v Sozopol v Bitiniji in se nekaj mesecev izmikal svojim zasledovalcem, preden so ga ujeli. Šest mesecev pozneje, verjetno 15. februarja 706, so njega in njegovega predhodnika Leoncija na konstantinopelskem hipodromu javno poniževali in nato obglavili. Njuni trupli so vrgli v morje, a so ju kasneje našli in pokopali v cerkvi na otoku Prote. 

### Zapuščina
O Tiberijevem vladanju je malo znanega, vendar vse kaže, da je bil vesten in učinkovit vladar in bi lahko postal eden od velikih cesarjev Bizantinskega cesarstva, če bi vladal dlje. Njegovi kritiki ga krivijo za trajno izgubo bizantinske Afrike, čeprav cesarstvo že pred njim ni moglo vzpostaviti trdne in trajne oblasti v Afriki.

## Družina
Tiberij je imel sina Teodozija, ki je leta 729 postal efeški škof, leta 754 predsedoval koncilu v Hieriji in bil svetovalec cesarjev Leona III.  (vladal 717–741) in Konstantina V. (vladal 741–775). Bizantinist Graham Sumner je domneval, da je ta Tiberijev sin morda pozneje postal cesar Teodozij III. (vladal 715–717), kar drugi zgodovinarji zavračajo. Druge podrobnosti o Tiberijevi družini, vključno z imenom njegove žene, so se izgubile. Izguba podatkov je bila pogosto posledica prevratov v obdobju, v katerem je vladal Tiberij, znanem kot dvajsetletna anarhija.